# Баљио Нуово (Трапани)
Баљио Нуово је насеље у Италији у округу Трапани, региону Сицилија.
Према процени из 2011. у насељу је живело 30 становника. Насеље се налази на надморској висини од 171 м.